# Pachydactylus rangei
Pachydactylus rangei – gatunek gada z rodziny gekonowatych (Gekkonidae). Występuje w południowo-zachodniej Afryce na pustyni Namib.

## Wygląd
Niewielki (10–15 cm) gekon o łososiowym ubarwieniu z jasnym brzuchem i brązowymi pasami na grzbiecie. Pomiędzy palcami posiada błonę, pomagającą mu poruszać się po sypkim piasku i zakopywać się w nim.

## Tryb życia
Gekon żywi się owadami, takimi jak świerszcze i szarańcze, oraz niewielkimi pająkami. Prowadzi nocny tryb życia, dnie spędza ukryty w piasku. Dożywa 5 lat.